# Docuperú
Documental Peruano (Docuperú) es una organización sin fines de lucro fundada en 2003 por el puertorriqueño José Balado Díaz.Su objetivo es promover, impulsar, crear y difundir documentales en varias regiones del Perú. En la actualidad su producción abarca varios países de la región andina. A través de estos procesos de producción se busca que las personas que participan en su realización puedan usar el documental como herramienta, para mostrar sus realidades y así generar incidencias en sus comunidades.
La organización posee tres líneas de trabajo: educación, entendida como un proceso de enseñanza aprendizaje, esta se implementa a través de proyectos como La Caravana Documental y Mochila Documental; está dirigido a niños, niñas y adolescentes. Incidencia social-mediática, el cual consiste en hacer uso del documental para promover espacios de participación de las diferentes comunidades, donde estas puedan dar a conocer sus puntos de vistas de las diferentes realidades que viven. Y producción documental, un espacio donde las personas y comunidades puedan hacer uso del documental para empoderarse de sus historias, realidades y así poder difundirlas y darlas a conocer.

## Historia

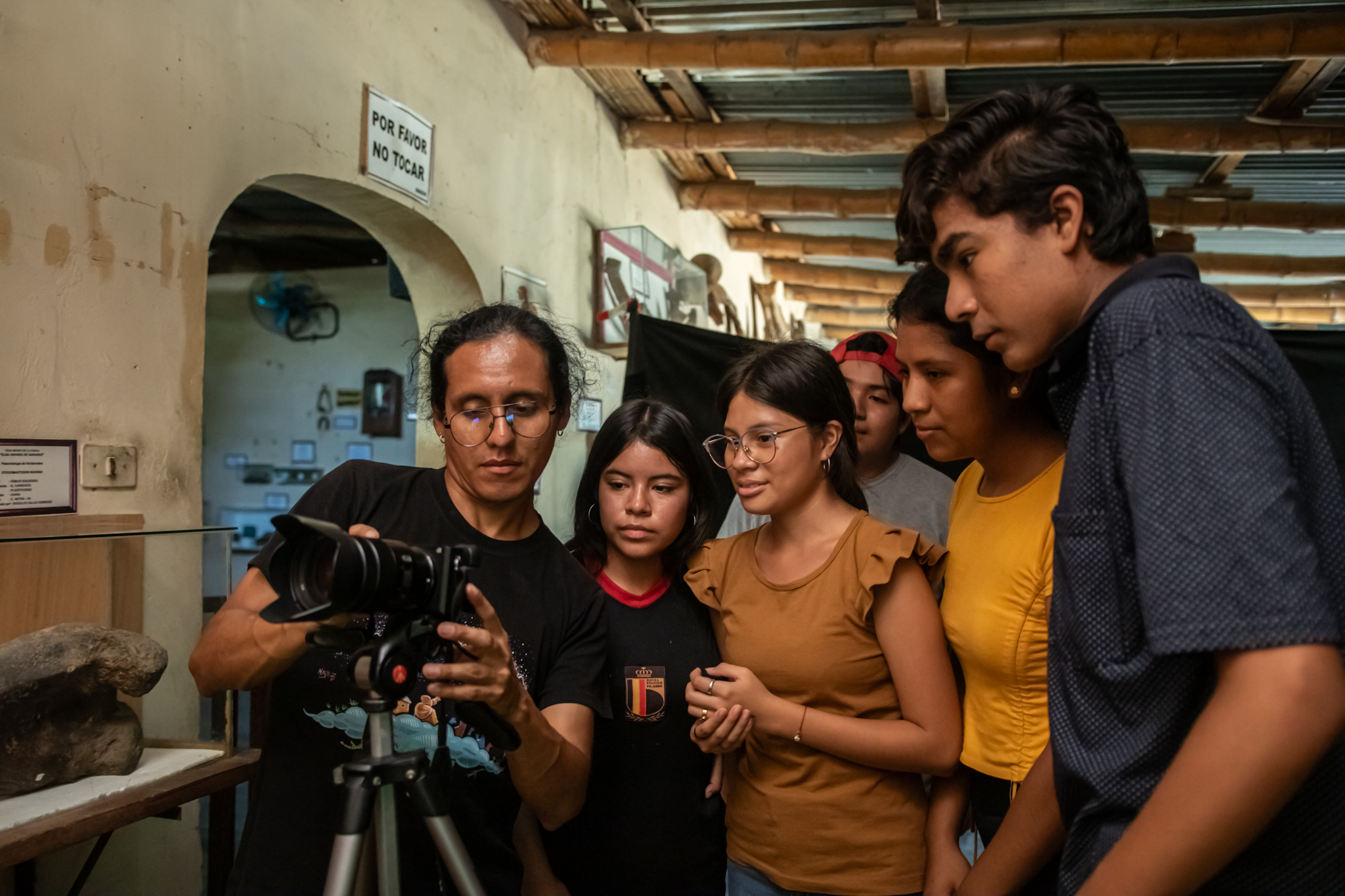
Adolescentes aprendiendo herramientas audiovisuales

En el año 2003, José Balado junto a seis colaboradores fundó la organización, sin fines de lucro, Documental Perú (DOCUPERú), con la finalidad de empoderar a las personas y comunidades de herramientas tecnológicas que les facilite la producción de contenidos audiovisuales. De esta manera puedan no solo democratizar y descentralizar el cine y el documental, sino lograr la creación y difusión de las distintas realidades, memorias e historias que les acontecen a los que participan en su elaboración. 
En el 2005, Docuperú implementa Caravana Documental, proyecto que tiene cono finalidad descentralizar los contenidos audiovisuales, de manera que las comunidades campesinas puedan producir y difundir sus propias historias mediante el uso del documental.
En 2007, se lanza el proyecto El Otro Documental con finalidades educativas, donde se proporciona a los participantes de las herramientas, tanto técnicas como conceptuales, para la producción de documentales. Por consiguiente, este espacio formativo favorecerá el uso adecuado del documental para mostrar las distintas realidades que acontecen a las comunidades participantes.
Para el 2009, a través del proyecto Medios que Conmueven se comienza a producir contenidos audiovisuales con temáticas sociales, de género, política, de derechos humanos, de persona y comunidades que son afectadas por el desalojo forzado, violencia y olvido por parte del Estado.
Luego, en 2014 nace La Mochila Documental, proyecto educativo dirigido a "líderes, organizaciones y colectivos de todo el territorio nacional"; además, involucra a los niños, niñas, adolescente y jóvenes. Este espacio busca profundizar y potenciar las herramientas sobre las técnicas audiovisuales, para el abordaje de temáticas de derechos humanos, género, protección del medio ambiente entre otras.
Para el 2020, se crea la Residencia Documental Descentralizada, el más reciente proyecto tiene como finalidad "fomentar el trabajo colectivo, intensivo y vivencial, propio de la metodología DOCUPERU".  Está dirigido solo a participantes peruanos; consiste en convivir por dos semanas con los participantes, donde se les proporcionará técnicas, asesorías, metodología, clases teórico-prácticas y actividades para la discusión, exposición y revisión de propuestas de documentales.
Hasta la fecha, Docuperú ha logrado producir, junto a las comunidades, alrededor de 400 documentales: además, de participar en 10 proyectos que mantienen la misma visión política y social de la organización. 